# シャナイア・トゥエイン
シャナイア・トゥエイン（Shania Twain、本名 Eilleen Regina Edwards、1965年8月28日 - ）は、カナダ オンタリオ州出身のカントリー歌手。女優。日本語においては“トウェイン”という表記もある。

## 略歴
過去4枚のアルバムで累計8500万枚のアルバムセールスを誇る。サードアルバム『Come On Over』はカントリージャンルのアルバムとして全世界4000万枚売り上げを記録しトップ10チャートに50週間ランクイン、シャナイアは女性アーティストのアルバムとして歴史上最高の売り上げを記録している。5つのグラミー賞を受賞するなど評価も高い。

## 来歴

### 生い立ち
1965年、オンタリオ州のウインザーに生まれるが、2歳の頃に母親の離婚・再婚などで同じオンタリオ州の田舎町、ティミンズのインディアンコミュニティーに移り、実母と先住民族オジブワ族の義父のもとで他の異父弟妹3人と共に育てられる。経済的に貧しい生活だったが、母親のサポートにより音楽的才能が見出され、地元のレストランやバーなどでの演奏で家計を助けるようになる。
1987年、彼女が22歳の時、両親が事故により他界。オンタリオ州のハンツビルに移り住み、地元観光ホテルなどのステージに出演しながら 未成年である弟妹達を育てる。1991年にナッシュビルの音楽関係者にスカウトされ、アメリカ合衆国テネシー州ナッシュビルに移住。

### デビュー後
1993年にマーキュリー・レコードからアルバム『Shania Twain』でデビューを果たす。本名はアイリーンだが、デビュー前にオジブワ族の言葉で「我が道を行く」という意味のシャナイアに変えた。
2枚目のアルバム『ウーマン・イン・ミー』の制作でタッグを組んだ音楽プロデューサーのロバート・ジョン・"マット"・ランジと結婚（2001年に長男が誕生したが、2008年に離婚）。
故郷の地元紙が、シャナイアが母親の連れ子であり オジブワ族の父親とは血縁にない事を暴露する。プロフィールや芸名でインディアンのアイデンティティーを売りにしている部分もあったため、一部の先住民族団体などからクレームが付く。これに対して彼女は「私は自分の中に実際どれだけのインディアン血が流れているかは知りません。しかし、父ジェリー（義父・母親の再婚相手）に引き取られた娘として、私は50%北米インディアンと登録されました……これは私の心であり魂、そして私はそれを大変誇りにしています」とコメントした。
1996年に発表した3枚目のアルバム『カム・オン・オーヴァー』でグラミー賞カントリー・女性ヴォーカル部門受賞。同アルバムはカントリーアルバムの売上世界一（約4000万枚）を記録している。収録曲「ホエン」はテレビドラマ主題歌になった。
2002年にアルバム『アップ』をリリース、ビルボード・アルバム・チャートに初登場から5週連続1位、初週874,000組の売り上げとなった。さらに世界各国でトップ・テンに入るヒットになり、1,700万枚を超える売り上げを記録した。
2004年に新曲3曲を含むベストアルバム『グレイテスト・ヒッツ』をリリース。2005年に『デスパレートな妻たち』のサウンドトラックに新曲「Shoes」を提供した。
2009年8月、オーディション番組『アメリカン・アイドル』シーズン9（シカゴオーディション）でゲスト審査員を務めた。
2011年1月、Frédéric Thiébaud（フレデリック・ティボー）と再婚。フレデリック・ティボーは、前夫マットが不倫していた女性の元夫。

## ディスコグラフィ

### アルバム
| 年                                        | タイトル        | アルバム詳細 | チャート最高位 | チャート最高位 | チャート最高位 | チャート最高位 | チャート最高位 | チャート最高位 | チャート最高位 | チャート最高位 | チャート最高位 | 認定 |
| 年                                        | タイトル        | アルバム詳細 | CAN            | AUS            | GER            | IRE            | NLD            | NOR            | NZ             | UK             | US             | 認定 |
| ----------------------------------------- | --------------- | --- | -------------- | -------------- | -------------- | -------------- | -------------- | -------------- | -------------- | -------------- | -------------- | --- |
| 1993                                      | Shania Twain    | - 発売日: 1993年4月20日 - レーベル: Mercury Nashville - フォーマット: CD, LP, cassette, digital download - 全米売上: 100万枚     | —              | —              | —              | —              | —              | 40             | —              | 113            | —              | - CAN: 2× プラチナ - UK: シルバー - US: 2× プラチナ                                                                                          |
| 1995                                      | The Woman in Me | - 発売日: 1995年2月7日 - レーベル: Mercury Nashville - フォーマット: CD, LP, cassette, digital download - 全米売上: 765.4万枚    | 6              | 17             | 72             | 60             | 46             | 5              | 38             | 7              | 5              | - CAN: 2× ダイヤモンド - AUS: 3× プラチナ - UK: プラチナ - US: 12× プラチナ                                                                  |
| 1997                                      | Come On Over    | - 発売日: 1997年11月4日 - レーベル: Mercury Nashville - フォーマット: CD, LP, cassette, digital download - 全米売上: 2,067.1万枚 | 1              | 1              | 8              | 1              | 1              | 1              | 1              | 1              | 2              | - CAN: 2× ダイヤモンド - AUS: 18× プラチナ - GER: 3× ゴールド - NOR: 6× プラチナ - NZ: 21× プラチナ - UK: 11× プラチナ - US: 2× ダイヤモンド |
| 2002                                      | Up!             | - 発売日: 2002年11月18日 - レーベル: Mercury Nashville - フォーマット: CD, LP, cassette, digital download - 全米売上: 550万枚    | 1              | 1              | 1              | 3              | 8              | 2              | 1              | 4              | 1              | - CAN: 2× ダイヤモンド - AUS: 2× プラチナ - GER: 2× プラチナ - NOR: 3× プラチナ - NZ: 2× プラチナ - UK: 2× プラチナ - US: 11× プラチナ       |
| 2017                                      | Now             | - 発売日: 2017年9月29日 - レーベル: Mercury Nashville - フォーマット: CD, LP, digital download - 全米売上: 13.7万枚              | 1              | 1              | 12             | 4              | 22             | 21             | 3              | 1              | 1              | |
| 2023                                      | Queen of Me     | |                |                |                |                |                |                |                |                |                | |
| "—"は未発売またはチャート圏外を意味する。 |                 | |                |                |                |                |                |                |                |                |                | |

### シングル
- What Made You Say That (1993)
- Dance with the One That Brought You (1993)
- Whose Bed Have Your Boots Been Under? (1993)
- Any Man of Mine (1995)
- The Woman in Me (Needs the Man in You) (1995)
- (If You're Not in It for Love) I'm Outta Here! (1995)
- You Win My Love (1996)
- No One Needs to Know (1996)
- Home Ain't Where His Heart Is (Anymore) (1996)
- God Bless the Child (1996)
- Love Gets Me Every Time (1997)
- Don't Be Stupid (You Know I Love You) (1997)
- スティル・ザ・ワン You're Still the One (1998)
- From This Moment On (1998)
- When (1998) - TBSテレビ系ドラマ『チープ・ラブ』オープニング曲
- Honey, I'm Home (1998)
- That Don't Impress Me Much (1998)
- マン・フィール・ライク・ア・ウーマン Man! I Feel like a Woman! (1999)
- You've Got a Way (1999)
- Come on Over (1999)
- Rock This Country! (2000)
- I'm Holdin' on to Love (to Save My Life) (2000)
- アイム・ゴナ・ゲッチャ・グッド I'm Gonna Getcha Good! (2002)
- アップ Up! (2003) - ホンダ・エアウェイブCFイメージ・ソング、メ～テレ『UP!』番組テーマ曲（2005年4月-2008年9月）
- Ka-Ching! (2003)
- Forever and for Always (2003)
- Thank You Baby! (For Makin' Someday Come So Soon) (2003)
- She's Not Just a Pretty Face (2003)
- When You Kiss Me (2003)
- It Only Hurts When I'm Breathing (2004)
- Party for Two (2004)
- Don't! (2005)
- I Ain't No Quitter (2005)
- Shoes (2005)

## 受賞歴

### グラミー賞
- 2000年：最優秀カントリー楽曲 - 「カム・オン・オーヴァー」
- 2000年：最優秀女性カントリーボーカル演奏賞 - 「フィール・ライク・ア・ウーマン」
- 1999年：最優秀カントリー楽曲 - 「スティル・ザ・ワン」
- 1999年：最優秀女性カントリーボーカル演奏賞 - 「スティル・ザ・ワン」
- 1996年：最優秀カントリーアルバム - 『ウーマン・イン・ミー』

### ジュノー賞
- 2003年：アーティスト・オブ・ザ・イヤー

### その他
- 2005年：カナダ勲章

## 映画出演
- ハッカビーズ I Heart Huckabees（2004年） - 本人 役
- ワイルド・レース Trading Paint（2019年） - ベッカ 役
- 君といた108日 I Still Believe（2020年） - Teri 役